# ایرینا دلینو
ایرینا دلینو (به انگلیسی: Irina Deleanu) ژیمناست زادهٔ ۱۲ نوامبر ۱۹۷۵ میلادی اهل کشور رومانی است.